# Ischnocampa huigra
Ischnocampa huigra är en fjärilsart som beskrevs av William Schaus 1933. Ischnocampa huigra ingår i släktet Ischnocampa och familjen björnspinnare. Inga underarter finns listade i Catalogue of Life.